# Lena Suijkerbuijk
Lena Suijkerbuijk, née le 11 février 1994, est une actrice belge néerlandophone.

## Filmographie

### Cinéma
- 2008 : Make-up : Lena
- 2016 : Home : Lina

### Télévision
- 2004 : Zone stad (série télévisée, 1 épisode) :  Lieze
- 2004 : Spoed (série télévisée, 2 épisodes) :

## Distinctions
- 2017 : Ensor de la meilleure actrice pour Home